# مشاركة عبر الإنترنت
يستخدم مصطلح المشاركة عبر الإنترنت لوصف التفاعل بين مستخدمي ومجتمعات شبكة الإنترنت. تشمل مجتمعات الإنترنت غالباً الأشخاص الذين يزودون المواقع الإلكترونية بالمحتوى و/أو يشاركون فيها بشكل ما. تتضمن الأمثلة على ذلك موقع ويكيبيديا والمدونات والألعاب الجماعية عبر الإنترنت وأشكال أخرى من المنصات الاجتماعية. المشاركة عبر الإنترنت هي مجال بحث واسع حالياً. تعطي معرفة دقيقة عن مجالات مثل تصميم المواقع والتسويق الإلكتروني والتعهيد الجماعي والعديد من مجالات علم النفس. بعد الأنواع التي يقع تصنيفها ضمن المشاركة عبر الإنترنت هي: الالتزام بمجتمعات الإنترنت، والتنسيق والتفاعل واستقدام الأعضاء.
البنى الأساسية لتشارك المعرفة
بعض الأمثلة المفتاحية للبنى الأساسية لمشاركة المعرفة عبر الإنترنت تشمل ما يلي:
- ويكيبيديا: موسوعة قابلة للتعديل من قبل مئات آلاف المحرّرين العامة عبر الإنترنت.
- سلاش دوت: منتدى معروف للمحتويات المتعلقة بالتكنولوجيا، ويحوي مقالات وتعليقات من القارئين. أصبحت ثقافة سلاش دوت الفرعية معروفة جيداً في دوائر شبكة الإنترنت. يجمع المستخدمون «نقاط الكارما» ويُختار المشرفين المتطوعين من ذوي مجموع النقاط العالية.
- يوزنت: تأسس في عام 1980 «كنظام مناقشة موزَّع على شبكة الإنترنت» وأصبح أول بيئة لمجتمعات الإنترنت. يساهم المشرفون والناخبون المتطوعون في المجتمع.[1][2][3][4]
- وهكذا. ( يشار إلى شبكة الويب 2.0 أيضاً بأنها «الشبكة القابلة للكتابة» للإشارة إلى أن العديد من الناس يشاركون في إنشاء محتواها).

تضمنت البنى الأساسية لمشاركة المعرفة عبر الإنترنت سابقاً:
- إيه أو إل: أكبر مزوّد خدمة عبر الإنترنت ويحوي غرف للدردشة تمت إدارتها لمدة سنوات من قبل قادة المجتمع. لكن هذه الغرف ومعظم المنتديات لم تعد تُدار حالياً.
- ذا ويل: مجتمع رائد على شبكة الإنترنت أُسس في عام 1985. كانت ثقافة ذا ويل موضوع نقاش للعديد من الكتب والمقالات. يشارك العديد من المستخدمين بشكل طوعي في بناء المجتمع والحفاظ عليه (على سبيل المثال: كمستضيفين للنقاشات الجماعية).

## التحفيزات/الدوافع
ليست العديد من مجتمعات الإنترنت (مثال: المدونات وغرف الدردشة وقوائم رسائل البريد الإلكترونية ومنتديات الإنترنت ومنتديات الصور والويكي) هي مجتمعات لمشاركة المعلومات عبر الإنترنت فقط بل إنها أيضاً موضة. أظهرت الدراسات أن الأعضاء الملتزمين بمجتمعات الإنترنت لديهم أسبابهم ليكونوا نشطين. طالما يشعر الأعضاء بالرغبة في المشاركة فإنه يوجد علاقة اعتمادية مشتركة بين المجتمع والأعضاء الملتزمين بمجتمعات الإنترنت.
على الرغم من أن عدّة علماء اقترحوا العديد من العوامل التحفيزية للمشاركة عبر الإنترنت إلا أنه يمكن تصنيف هذه النظريات جميعها إلى دوافع داخلية أو خارجية. يُقصد بالعامل الداخلي الفعل الذي ينبع من اهتمامات شخصية وعواطف داخلية في تنفيذ المهمة نفسها، بينما الدافع الخارجي يشير إلى الفعل الناتج عن تأثير العوامل الخارجية وذلك غالباً من أجل نتيجة معينة قد تكون مكافأة أو التعبير عن الإعجاب. يتناقض نوعي الدوافع مع بعضهما لكن غالباً ما يتواكبان معاً في الحالات التي يُلاحظ فيها مشاركة مستمرة.
أدّت العديد من العوامل التحفيزية إلى جعل الناس يستمرون في مشاركاتهم في مجتمعات الإنترنت ويبقوا مخلصين لها. درس بيتر كولوك دوافع المشاركة في مجتمعات الإنترنت. يحدد كولوك (1999، ص227) ثلاثة دوافع للمشاركة لا تعتمد على السلوكيات الإيثارية من جانب المشارك هي: توقّع المعاملة بالمثل والاعتراف بالإعجاب والإحساس بالفعالية. الدافع الآخر الذي ذكره مارك سميث في أطروحته «أصوات من موقع ذا ويل» هو أن: منطق المشاركة الافتراضية هو «الشراكة» أو «الإحساس بالمجتمع» كما يُعرف في علم النفس الاجتماعي. يمكن أن نعبر عنه بجملة بسيطة أنه صُنع بواسطة الناس ومن أجل الناس.

### توقُّع المعاملة بالمثل
يتحفّز الشخص لمشاركة المعلومات القيّمة مع مجموعة ما عندما يتوقّع أنه سيحصل بالمقابل على مساعدة ومعلومات مفيدة له منها. في الواقع هناك دلائل تشير إلى أن الأشخاص الذين يشاركون في مجتمعات الإنترنت يتلقون تجاوباً أكثر على أسئلتهم من المشاركين غير المعروفين. كلّما كانت توقعات المعاملة بالمثل أكبر كانت نيّة مشاركة المعرفة في مجتمع الإنترنت أكبر. تُعطي المعاملة بالمثل إحساساً بالعدالة إذ يردّ الأفراد عادةً المعاملة الإيجابية التي يتلقونها من الآخرين لكي يحصلوا بالمقابل على معرفة أكثر فائدة منهم في المستقبل.
أظهرت الدراسات أن حاجة الشخص لاحترام ذاته من الآخرين تؤدي به إلى أن يتوقع معاملة بالمثل. يلعب احترام الذات دوراً مهماً في حاجة الفرد إلى المعاملة بالمثل لأن المشاركة في مجتمعات الإنترنت يمكن أن تكون مُعزّزاً للثقة بالنفس للكثير من المستخدمين. كلما زادت الآراء الإيجابية التي يتلقاها المشاركون من أعضاء المجتمع الآخرين يزداد شعورهم بأنهم يُعتبرون خبراء في المعرفة التي يشاركونها. ولهذا السبب، يمكن أن تؤدي المشاركة في مجتمعات الإنترنت إلى الشعور بقيمة الذات واحترامها وذلك استناداً إلى مستوى الردود الإيجابية المتوقعة من المجتمع بالإضافة إلى أنه هناك دلائل على أن المشاركين النشطاء في مجتمعات الإنترنت يحصلون على إجابات أسرع على الأسئلة من المشاركين غير المعروفين.
بيّنت دراسة على المشاركة في نظام تقييم «إي باي» أن توقّع السلوك المتبادل من قبل الشركاء يزيد من مشاركة مشتري وبائعي إي باي الذين يهتمون بمصلحتهم الشخصية. تتكهن النظرية الاقتصادية السائدة أن الناس لا يميلون إلى المشاركة بشكل طوعي في توفير مثل هذه الاحتياجات بل إنهم يميلون إلى أن يستفيدوا مجاناً من مشاركات الآخرين. بالرغم من ذلك تُظهر النتائج التجريبية من برنامج «إي باي» أن المشترين يقدمون تقييماتهم لأكثر من 50% من المعاملات. كانت العبرة الرئيسية التي توصلوا إليها أنهم وجدوا أن المستخدمين ذوي الخبرة يميلون إلى إعطاء التقييمات بشكل متكرر أكثر والدافع وراء وضع التعليقات لا يحفزه الإيثار الخالص الموجه نحو شريك معيّن في المعاملة، بل بدافع المصلحة الشخصية والمعاملة بالمثل والإحساس «بلذّة السعادة» نتيجة المشاركة.
تدعم بعض النظريات الإيثار باعتباره مفتاحاً محفزاً للمشاركة والمعاملة بالمثل. على الرغم من أن الدلائل من علم النفس والاقتصاد والعلوم السياسية وأيضا علم النفس الاجتماعي تُبيّن أن الإيثار جزء من الطبيعة البشرية فإن الدراسات الحديثة تكشف أن نموذج الإيثار الخالص يفتقد إلى القدرة على التنبؤ في الكثير من الحالات. اقترح العديد من الكتّاب الجمع بين حافز«متعة العطاء» (يشار إليها أحياناً ب«لذة السعادة») مع الإيثار لخلق نموذج من الإيثار غير الخالص. تمثل المعاملة بالمثل نموذج سلوك يستجيب فيه الناس مع الأفعال الودّية أو غير الودية بردود أفعال متشابهة حتى لو لم يكن هناك مكساب مادية.
يبدو أن المصلحة الشخصية تحفّز المشاركة بشكل طوعي في آليات إبداء الآراء عبر الإنترنت بشكل كبير. بيّنت دراسة قامت بها إي باي أن بعض الشركاء الذين يستخدمون آليات إي باي لإبداء الآراء لديهم دوافع أنانية لتقييم الآخرين وذلك لأن سمعتهم على المحك. على سبيل المثال أظهرت البيانات أن بعض مستخدمي إي باي أبدوا معاملة بالمثل تجاه الشركاء الذين قيّموهم أولاً. جعلهم ذلك يقيّمون الشركاء فقط مع آمال لزيادة احتمالية الحصول على استجابه مماثلة.

### الاعتراف بالإعجاب
الاعتراف بالإعجاب مهم بالنسبة للمشاركين عبر الإنترنت إذ يرغب الأفراد أن يُعجب الآخرون بمشاركاتهم. يدعو البعض ذلك «إيغوبو». يتحدث كولوك عن السمعة عبر الإنترنت فيقول: «يضع رينجولد (1993) في نقاشة عن ذا ويل (مجتمع إنترنت قديم) الرغبة بالاحترام كواحد من المفاتيح التحفيزية لمشاركة الأفراد في المجموعات».
من المرجح أن تزيد المشاركات إلى الحد الذي تصبح فيه واضحة بالنسبة للمجتمع بكامله وإلى الحد الذي يحصل فيه الفرد على الإعجاب بمشاركاته بالقدر الذي يثير فيه هذا الموضوع اهتمام الفرد. عُلِّق على التأثيرات القوية للمظاهر البسيطة للاعتراف بالإعجاب (مثال: أن تُعين «كمساعد رسمي») في عدد من مجتمعات الإنترنت.
أحد العناصر الرئيسية لازدياد السمعة الجيدة هي السماح للمشاركين أن يكشفوا عن هويتهم أو أن يكونوا مجهولين.